# Darlac
Darlac (románul Dârlos, németül Durles) falu Romániában, Szeben megyében, az azonos nevű község központja. A DN14-es út mellett, Erzsébetvárostól 10 km-re fekszik.

## Története
Első említése 1317-ből  maradt fenn Darlaz néven. További névváltozatai: Dorlaz (1325), Darlas (1392), Darlacz (1543). Késő gótikus temploma a 15. században épült.

## Lakossága
1850-ben a község 2282 lakosából 1476 román, 37 magyar, 585 német és 181 roma volt. 1992-re a 3140 lakos nemzetiségi összetétele a következőképpen alakult: 2380 román, 77 magyar, 190 német és 489 roma.

## Látnivalók
- Lutheránus temploma a 15. század elején épült gótikus stílusban, a korábbi román stílusú templom helyett. 1500-ban boltozták, sík mennyezetű, de szentélye keresztboltozatos. A templomban levő szobrok valószínűleg még az első templomból maradtak meg, a 13. század végén vagy a 14. elején készülhettek. A szentély festményekkel gazdagon díszített, korukat a 16. század elejére teszik.

## Híres emberek
- Itt született Ilarie Chendi román irodalomkritikus (1871–1913).